# Бейнеуський сільський округ
Бейне́уський сільський округ (каз. Бейнеу ауылдық округі, рос. Бейнеуский сельский округ) — адміністративна одиниця у складі Бейнеуського району Мангистауської області Казахстану. Адміністративний центр та єдиний населений пункт — село Бейнеу.
Населення — 55842 особи (2021; 32452 у 2009, 14299 у 1999, 11913 у 1989).
Станом на 1989 рік існувала Бейнеуська селищна рада (смт Бейнеу). 2016 року до складу Бейнеуського сільського округу увійшла територія Саргинського сільського округу площею 72,00 км².